# Anjou Erzsébet magyar hercegnő
Anjou Erzsébet (horvátul: Elizabeta Anžuvinska, ismert még mint Szlavóniai Erzsébet, olaszul: Elisabetta di Slavonia; 1353 körül – 1380 eleje), Magyarország trónörököse 1360 és 1370 között I. Lajos magyar király unokahúgaként. Férje, II. Fülöp tarantói herceg révén címzetes konstantinápolyi latin császárné 1370 októbere és 1373 novembere között. Az Anjou-ház magyar ágának tagja.

## Életrajza

### Származása, ifjúkora
Erzsébet 1353 körül született, Istvánnak, Szlavónia hercegének elsőszülött leányaként. Nevét Árpád-házi Szent Erzsébet után kapta. Apja I. Lajos magyar király legkisebb öccse volt, egyúttal a Magyar Királyság régense az anyakirálynével a nápolyi hadjárat idején. Édesanyja Bajor Margit volt, a korábbi IV. Lajos német-római császár második házasságából való legidősebb leány. Szülei rokoni kapcsolatban álltak: másodfokú unokatestvérei voltak egymásnak, mivel mindketten I. Rudolf német király dédunokái voltak.
Gyermekkoráról keveset tudunk. Édesanyja 1356 elején elhagyta az országot, gyermekeit Budán, Lajos király udvarában hagyta. A hercegnőnek egy testvére volt, az 1354 körül született János, aki – miután apjuk nem sokkal születését követően elhunyt – csecsemőként megörökölte a szlavón hercegi címet. Mivel Lajosnak ekkor még nem születtek gyermekei, így János herceget a király feltételezett örökösének tekintették. 1360-ban, hat éves kora körül azonban váratlanul elhunyt, így nővére, Erzsébet lépett elő mint a magyar trón prezumptív örököse.

### Későbbi élete

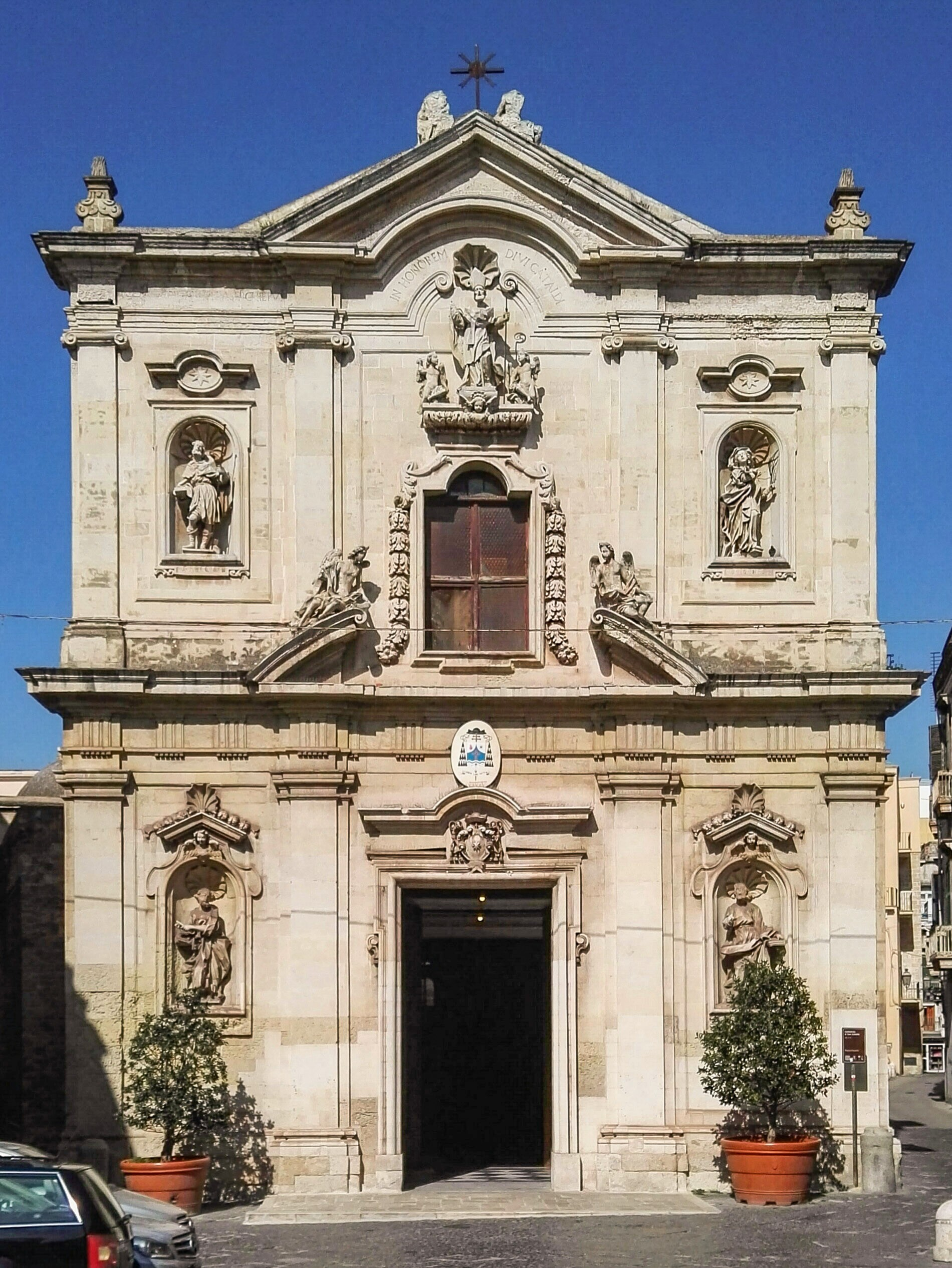
Erzsébet hercegnő nyughelye, a San Cataldo-katedrális (Taranto, Olaszország)

Erzsébet hercegnőt a magyar trón feltételezett örökösévé válása a politikai játszmák kereszttüzébe helyezték. Szinte egész élete azzal telt, hogy az aktuális szövetségi rendszereknek megfelelően váltogatták leendő házastársait. 1356-ban Morva Jobsttal jegyezték el, amit 1361-ben erősítettek meg. Az eljegyzést azonban felbontották, 1362-re pedig már Albert osztrák herceg jegyese lett, ám a császár nyomására a pápa nem adta meg a kért diszpenzációt a tervezett házassághoz. A Szentszék egy francia frigyet támogatott volna, nevezetesen V. Károly francia király testvérével, Merész Fülöppel. IV. Károly német-római császár azonban azt akarta, hogy Erzsébet legidősebb fiához, Vencelhez menjen feleségül. A házassági tárgyalások azonban 1369-re félbeszakadtak, 1370-re pedig Lajosnak második feleségétől, Kotromanić Erzsébet királynétól megszületett első gyermeke, a trónörökös, Katalin, akit további két leány követett, Mária és Hedvig. Ezzel Erzsébet negyedik lett a trónöröklési sorban, az esélye, hogy koronás fő legyen pedig teljesen lecsökkent.
1370-ben végül rokonához, az Anjou-ház tarantói ágából származó II. Fülöp, Taranto hercegéhez ment feleségül. A herceg házasságuk idején körülbelül huszonhárom évvel volt idősebb Erzsébetnél, aki apai nagy-nagybátyja volt. (Erzsébet nagyapja, I. Károly magyar király Fülöp első-unokatestvére volt.) A hercegnő hozománya Korfu szigete volt. Mivel a herceg 1364 óta viselte a latin császári címet, így a házassággal Erzsébet címzetes konstantinápolyi latin császárné és akháj fejedelemné lett. A párnak egy gyermeke született, Fülöp herceg 1371-ben, aki még fiatal korában elhunyt. Nem sokkal ezt követően férje, Fülöp is meghalt 1373. november 25-én.
Erzsébet hercegnő többé nem ment férjhez, gyermekei sem születtek. Röviddel apai nagyanyja, Łokietek Erzsébet magyar királyné előtt hunyt el 1380 elején. A San Cataldo-katedrálisban temették el, ami az akkori Nápolyi Királyság részét képző Tarantói Hercegségben található (ma Olaszország).

## Felmenői
| I. Károly magyar király         | I. Károly magyar király |                                       |                                       | Łokietek Erzsébet | Łokietek Erzsébet |  |  | Bajor Lajos német-római császár | Bajor Lajos német-római császár |                          |                          | II. Margit, Hainaut grófnője | II. Margit, Hainaut grófnője |
|                                 |                         |                                       |                                       |                   |                   |  |  |                                 |                                 |                          |                          |                              |                              |
|                                 |                         |                                       |                                       |                   |                   |  |  |                                 |                                 |                          |                          |                              |                              |
|                                 |                         | István, Szlavónia hercege (1332–1354) | István, Szlavónia hercege (1332–1354) |                   |                   |  |  |                                 |                                 | Bajor Margit (1325–1374) | Bajor Margit (1325–1374) |                              |                              |
|                                 |                         |                                       |                                       |                   |                   |  |  |                                 |                                 |                          |                          |                              |                              |
|                                 |                         |                                       |                                       |                   |                   |  |  |                                 |                                 |                          |                          |                              |                              |
|                                 |                         |                                       |                                       |                   |                   |  |  |                                 |                                 |                          |                          |                              |                              |
| Szlavóniai Erzsébet (1352–1380) |                         |                                       |                                       |                   |                   |  |  |                                 |                                 |                          |                          |                              |                              |